# Brachyrhopala danielsi
Brachyrhopala danielsi är en tvåvingeart som beskrevs av Clements 2000. Brachyrhopala danielsi ingår i släktet Brachyrhopala och familjen rovflugor. Inga underarter finns listade i Catalogue of Life.